# Honorius (císař)
Flavius Honorius (9. září 384 – 15. srpna 423) byl západořímský císař od roku 395 až do své smrti. Poté, co zemřel jeho otec Theodosius I., získal společně se svým bratrem vládu nad zanikajícím Římským impériem. Zatímco jeho bratr Arcadius se stal východořímským císařem, Honorius převzal vládu nad západořímskou říší. Později se ukázal jako jeden z nejslabších pozdně antických císařů, místo něhož vykonávali moc jeho generálové a dvořané. Jeho panování provázela téměř nepřetržitá série pohrom, neboť vpády germánských kmenů a četná povstání během několika málo let bezmála rozvrátily Západ.
Zpočátku určoval chod státu Honoriův vojevůdce Stilicho, prosazující konfrontační politiku vůči východnímu dvoru v Konstantinopoli. Z rozepří mezi oběma polovinami impéria těžili Vizigóti, vedení Alarichem, kteří opakovaně pronikli do Itálie a donutili Honoria stáhnout se do Ravenny. Stilicho je sice odrazil a posléze zdolal i vpád Gótů v čele s králem Radagaisem, v roce 406 však Alani, Vandalové a Svébové překročili Rýn a po třech letech pustošení Galie vtrhli do Hispánie. Mezitím vypuklo několik vzpour, což přivodilo Stilichonův pád v roce 408. Všeobecného zmatku využil Alarich a roku 410 s Vizigóty obsadil a vyplenil Řím. Zhruba v téže době, po uzurpaci Konstantina III., Římané fakticky ztratili Británii. V pozdější fázi Honoriovy vlády se v bojích s uzurpátory a barbarskými útočníky vyznamenal generál Constantius. Honorius ho oženil se svojí sestrou Gallou Placidií, a v roce 421 ho dokonce učinil spolucísařem. Constantius nicméně zanedlouho zemřel a sotva po dvou letech stihla smrt i Honoria. V Itálii se pak za císaře prohlásil uzurpátor Joannes.

## Život

### Mládí ve znamení Stilichonova poručenství
Honorius se narodil 9. září 384 v Konstantinopoli jako druhorozený syn císaře Theodosia I. a jeho první manželky Aelie Flaccilly. Stejně jako jeho staršímu bratru Arcadiovi se mu dostalo patřičné křesťanské výchovy a již od útlého věku byl připravován na budoucí nástupnictví. Ve dvou letech formálně zastával konzulát. V reakci na úmrtí Valentiniana II. a následnou uzurpaci Eugenia prohlásil Theodosius v lednu 393 Honoria za augusta. Po vítězství v bitvě u Frigidu v září 394 nechal Theodosius dopravit Honoria do Mediolana (dnešní Milán). Theodosiův zdravotní stav se ještě před synovým příjezdem náhle zhoršil a 17. ledna 395 císař nemoci podlehl. Tehdy desetiletý Honorius se tak stal vládcem západořímské říše, zatímco o sedm let starší Arcadius obdržel Východ. Theodosiova smrt je tradičně považována za moment faktického rozdělení římské říše, a to navzdory deklarované formální jednotě. Obě poloviny impéria k sobě nadále poutaly politické a dynastické vazby, třebaže žádnému z panovníků se již nepodařilo získat kontrolu nad celou říší. Protože Theodosiovi synové byli příliš mladí a nezkušení, moc třímali ve svých rukou různí velitelé a vysocí úředníci, neváhající kvůli vlastním ambicím obětovat zájem státu a vytvářet napětí ve vzájemných vztazích Východu a Západu.
Na Západě náležel rozhodující vliv Stilichonovi, generálovi (magister utriusque militiae) polobarbarského původu, jehož Theodosius určil za Honoriova poručníka. Stilicho si nárokoval toto postavení i vůči Arcadiovi, v čemž mu dodávala na legitimitě jeho příslušnost k císařské rodině. Jeho záměr narážel na odpor pretoriánského prefekta Rufina, vládnoucího na Východě za Arcadia. V této době se na Balkáně vzbouřili vizigótští foederati, vedení Alarichem, kteří ohrožovali Konstantinopol oslabenou nepřítomností vojenských sborů, nalézajících se dosud v Itálii. Stilicho se v čele spojeného západního a východního polního vojska vydal proti Alarichovi do Thesálie, avšak konstantinopolský dvůr, obávající se více Stilichona než Gótů, jeho pomoc odmítl. Arcadius nařídil Stilichonovi, aby poslal východní oddíly zpět do Konstantinopole a opustil prefekturu Illyricum. Honoriův vojevůdce se poslušně podvolil, ačkoli se tím podle svého obdivovatele, básníka Claudiana, připravil o příležitost ke zničení Vizigótů. Při návratu východní armády do hlavního města dal gótský důstojník Gainas zavraždit Rufina, což učinil nejspíše ze Stilichonova návodu. Stilicho přesto nedosáhl svého cíle, neboť Rufinovu vůdčí pozici na Východě brzy zaujal císařský komoří, eunuch Eutropius.
Alarich neustával v plenění Řecka, a proto Stilicho podnikl v roce 397 s reorganizovanými vojenskými silami, doplněnými o četné barbarské spojence, námořní výpravu na Peloponés. Přiměl sice Alaricha k ústupu do Epiru, ani tentokrát ale nedokázal Góty rozdrtit. Stilichonova akce vedla pouze k dalšímu vyhrocení sporů mezi oběma částmi říše. Eutropius navíc podnítil velitele v severní Africe (comes Africae) Gildona, aby na podzim téhož roku odpadl od Západu a svoji loajalitu přenesl na Konstantinopol. Gildo přerušil dovoz afrického obilí do Itálie a vyvolal nedostatek potravin, čímž nahlodal stabilitu západořímské vlády. Stilicho vyslal proti Gildonovi nevelké vojsko pod velením jeho bratra Mascezela, jemuž se podařilo vzpouru zakrátko potlačit a obnovit kontrolu Západu nad Afrikou. Během této krize se Stilicho snažil posílit své postavení získáním náklonnosti římského senátu a provdáním své dcery Marie za Honoria v roce 398.

### Krize

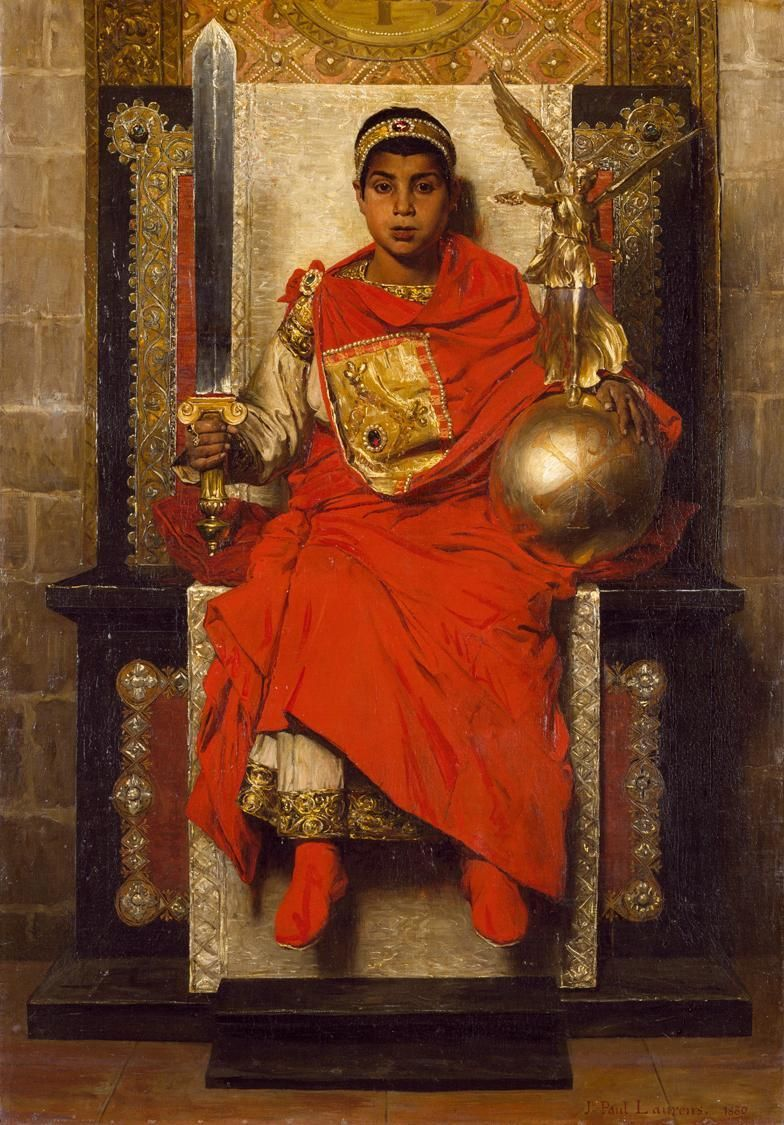
Západořímský císař Honorius, obraz od Jean-Paula Laurense

V zimě 401 až 402 se Stilicho vypravil do Raetie a Norika, aby čelil Vandalům a Alanům. Alarich, dosud prodlévající na Balkáně, využil Stilichonova zaneprázdnění a koncem roku vpadl přes Julské Alpy do severní Itálie. Vizigóti oblehli mimo jiné i Mediolanum, odkud se Honoriův dvůr stáhl do neprostupnými bažinami chráněné Ravenny. Honorius dokonce zvažoval úprk do Galie. Stilicho se urychleně vrátil do Itálie a roku 402 svedl s Alarichem dvě nerozhodné bitvy u Pollentie a Verony. Vizigóti posléze zamířili na východ do Panonie a zde, na pomezí obou říší, setrvali několik následujících let. Třebaže Stilicho nedosáhl nad svým protivníkem jednoznačného vítězství, v pramenech se vyskytují jistá podezření, že Alarichovi úmyslně dovolil uniknout.
Vzhledem k opětovně se zhoršujícím vztahům s Konstantinopolí Honorius jmenoval okolo roku 405 na základě Stilichonova doporučení Alaricha do hodnosti magister militum. Alarich a jeho stoupenci se patrně v téže době přesunuli do Epiru. Pokud Stilicho zamýšlel zahájit s jeho pomocí tažení proti Východu za účelem obsazení sporné východní části prefektury Illyricum, o čemž spekulují moderní badatelé, nová vlna barbarských útoků, vyvolaná pohybem Hunů na západ, jeho plán zásadně narušila. Koncem roku 405 se zpoza Dunaje přihnal do Itálie gótský král Radagaisus s obrovskou brannou mocí. Stilicho v reakci na to odvelel značnou část vojska z Británie a Rýna a doplnil své sbory o hunské a alanské spojence. Poté, co se útočníci rozdělili na tři části, Stilicho obklíčil hlavní skupinu Radagaisových Gótů u Faesulae. Radagaisus padl do zajetí a v srpnu 406 byl v Římě popraven. Olympiodoros se zmiňuje o tom, že 12 000 poražených barbarů bylo vřazeno do římského vojska a mnozí jiní byli prodáni do otroctví. Enormní počet zajatců měl způsobit výrazný pokles ceny otroků. Stilicho tímto úspěchem posílil svoji prestiž, nicméně tlak barbarů na hranice říše neustával.
Již v průběhu Radagaisova tažení se zdramatizovala situace v severních provinciích. Opakované odvedení posádek za Magna Maxima a Eugenia dovršené Stilichonovým stažením, nepřítomnost císařského dvora v Galii a soustavné zanedbávání ochrany hranice v předchozím desetiletí učinily tamější poměry velice nestabilní. Nespokojení vojáci v Británii se v závěru roku 406 vzbouřili a v rychlém sledu prohlásili tři uzurpátory: první dva, Marka a Gratiana, brzy zavraždili, načež do svého čela postavili Konstantina III. Hordy Vandalů, Svébů a Alanů překročily nedaleko Mogontiaka (Mohuč) jen chabě hájený Rýn, zdolaly franské foederaty, pokoušející se zastavit jejich postup, a pronikly do Galie. Prosper z Akvitánie uvádí, že se tak stalo v poslední den roku 406, ačkoli mezi některými současnými historiky převládá názor, že k ní došlo o rok dříve. Barbaři vzápětí vydrancovali rozlehlé oblasti na pravém břehu Rýna. Na jaře 407 Konstantin III. vstoupil do severní Galie, kde dosáhl jistých omezených vítězství nad útočníky a získal podporu zbytků rýnského vojska a provincií. Uzurpátor si díky tomu rychle zajistil kontrolu nad většinou Galie. Přetrvávajícího rozvratu římské obrany využili nedlouho poté Burgundové a Alamani k obsazení několika měst na Rýně.

### Stilichonův pád
Kolaps císařské vlády v Galii donutil Stilichona k odklonu od konfrontačního kurzu vůči Konstantinopoli. Stilicho se pokusil zpočátku úspěšně zastavit Konstantinův postup, koncem roku 407 ale padla do rukou uzurpátora jižní Galie včetně města Arelate (Arles), v němž zřídil své sídlo. Alarich se mezitím přesunul z Epiru na sever do Norika, v nebezpečné blízkosti Itálie, a žádal o zaplacení 4000 liber zlata. Stilicho realisticky přistoupil na Alarichův požadavek, od čehož si sliboval gótskou účast ve válce s Konstantinem. Přesvědčil Honoria a římský senát, aby schválili vyplacení této nemalé sumy, tím ovšem vážně podkopal svoji reputaci a vliv, už tak narušené Konstantinovou uzurpací. Senátoři souhlasili jen velmi neochotně a jeden z nich odvážně poznamenal, že se tím neustavuje mír, nýbrž otroctví. Honoriovu vzrůstající podezřívavost ke Stilichonovi rozněcovanou jeho dvořany, zvláště představeným císařských kanceláří (magister officiorum) Olympiem, nezaplašila po smrti Marie ani svatba s generálovou druhou dcerou Thermantií.
Počínající nesoulad mezi císařem a jeho mocným generálem přerostl v otevřenou roztržku v souvislosti se smrtí Honoriova bratra Arcadia v květnu 408. Honorius projevil přání odcestovat do Konstantinopole a dohlédnout na nastolení svého nezletilého synovce Theodosia II. na trůn. Tytéž úmysly choval i Stilicho, jenž Honoria přiměl setrvat v Itálii, zatímco sám se chystal na Východ chránit zájmy theodosiovské dynastie. Honorius nedůvěřoval generálovým motivům, v čemž ho utvrzoval Olympius a jeho přívrženci, šířící zvěsti, že Stilicho hodlá na Východě učinit císařem vlastního syna Eucheria.
V létě 408 císař dorazil do Ticina (Pavia), kde se připravovalo vojsko k tažení do Galie. Olympius shromážděné vojáky podnítil ke vzpouře, jíž padli za oběť četní vysoce postavení důstojníci a civilní hodnostáři, zřejmě dosazení Stilichonem. Honorius se ocitl v Ticinu v jistém ohrožení, přesto přečkal krveprolití bez újmy. Stilicho se zdržoval v Bononii (Bologna) jen s nevelkým doprovodem jemu oddaných barbarských oddílů. Posléze se odebral do Ravenny, v níž ho zastihl císařský list nařizující jeho zatčení. Generál vyhledal azyl v jednom z ravennských kostelů, z něhož odešel teprve po ujištění, že jeho život bude ušetřen. Vzápětí ho zpravili o tom, že císař nařídil jeho neodkladné usmrcení. Stilicho se podřídil Honoriovu rozhodnutí a nedovolil svým mužům klást odpor, načež byl popraven.

### Alarich plení Řím

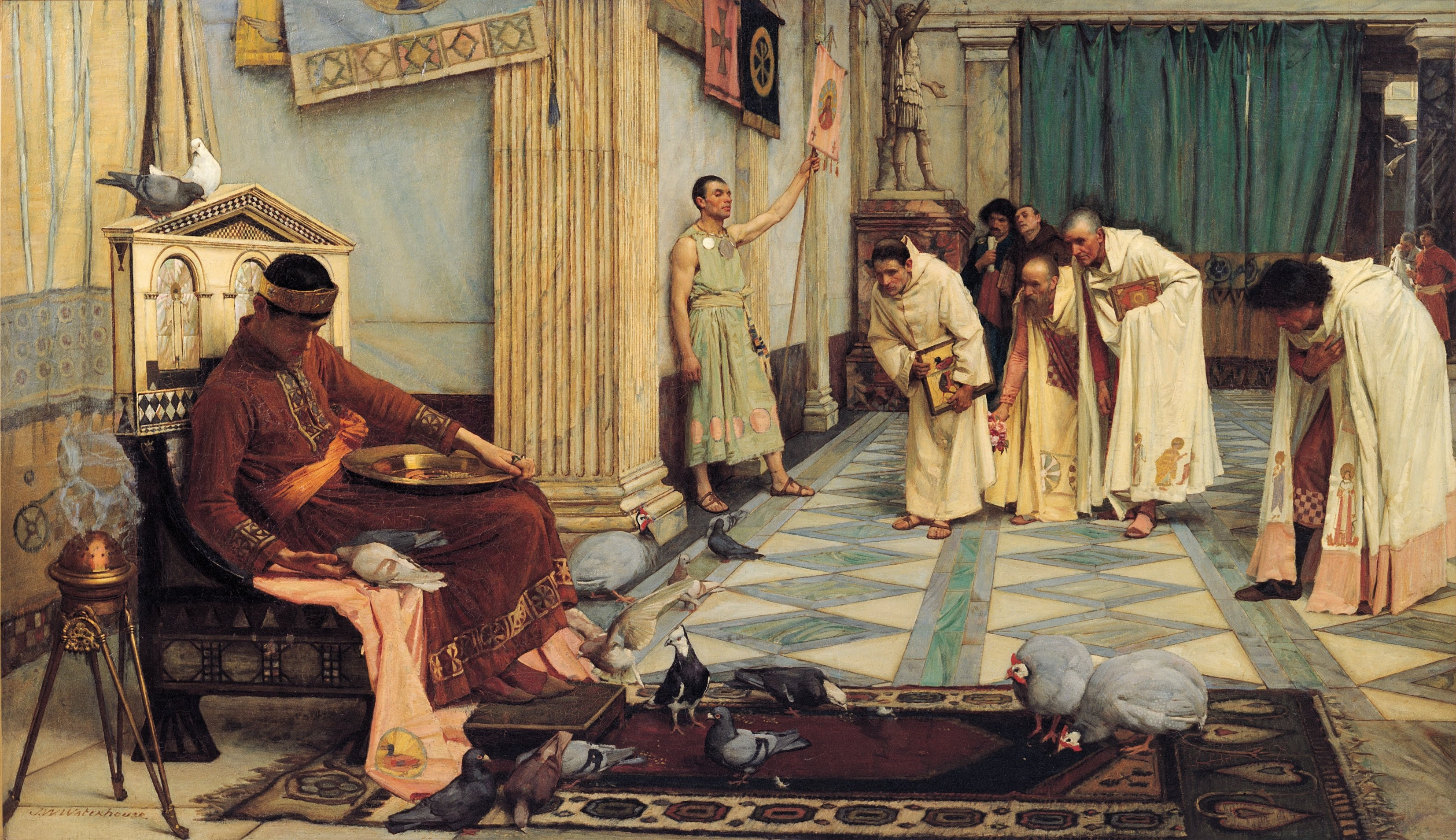
Oblíbenci císaře Honoria, obraz od Johna Williama Waterhouse

Nová vláda v Ravenně, vedená Olympiem, zaujímala výrazně protigermánský postoj, přičemž usilovala o zničení všech zbývajících Stilichonových stoupenců. Po odstranění vůdčích představitelů Stilichonova režimu Římané zmasakrovali rodiny svých barbarských spojenců ubytovaných ve městech po celé Itálii. Tisíce barbarských vojáků, rozzuřených věrolomností Římanů, nato uprchly do Norika a přidaly se k Alarichovi. Olympius a Honorius odmítli potvrdit dřívější dohodu sjednanou s Alarichem a obdobně se postavili i k jeho novým návrhům. Vizigótský vůdce proto opět vtáhl do Itálie a bez vážnějších překážek pronikl až k samotnému Římu, který v zimě 408 až 409 odřízl od zásobování obsazením přístavu Portus, čímž ve městě vyvolal hlad. Jelikož Honorius a jeho rádci neposkytli Římu žádnou pomoc, senát vyplatil obléhatelům obrovské výkupné a vyslal do Ravenny delegaci vyzývající k zahájení rozhovorů mezi císařem a Alarichem.
Gótové se stáhli k městu Ariminum (Rimini), nicméně jednání zanedlouho ztroskotalo na Honoriově neochotě udělit Alarichovi vojenské velení, což vedlo k Olympiově sesazení a odchodu do vyhnanství. Honorius se obával Konstantinova zásahu v Itálii v případě otevřeného konfliktu s Góty, přesto nepřistoupil ani na Alarichovy umírněnější podmínky, v nichž spatřoval doklad slabosti barbarů. Vizigóti se tedy vydali na Řím a podruhé ho sevřeli obležením. Senát, rozčarovaný Honoriovou lhostejností k osudu města, se koncem roku 409 podrobil Alarichovým výhrůžkám a dle jeho příkazu ustavil za císaře městského prefekta Priska Attala. Ten jmenoval Alaricha velitelem vojska (magister militum) a vyslal menší expediční sbor do severní Afriky proti tamějšímu veliteli Heraclianovi, jenž zachoval věrnost Honoriovi a ustal v dovozu obilí do Itálie. Alarich a Attalus pak vytáhli k Ravenně. Zděšený Honorius vyslal k Attalovi poselstvo s nabídkou společné vlády. Attalus se ale rozhodl císaře sesadit a vykázat do vyhnanství, pročež se Honorius začal chystat k útěku do Konstantinopole. V tomto kritickém momentu přistálo v Ravenně 4000 vojáků z Východu, jimiž císař zpevnil obranu města. Současně dorazily z Afriky povzbuzující zprávy o Heraclianově vítězství nad Attalovými muži. Vzhledem k těmto okolnostem Alarich přivedl Attala k Ariminu a v létě 410 ho zbavil císařské hodnosti.
Alarich byl nakloněn novému vyjednávání s Honoriem, avšak kvůli menšímu střetu vyprovokovanému gótským důstojníkem v římských službách od něho upustil. Místo toho vyrazil znovu na Řím, jehož obléhání tentokrát trvalo jen krátce. 24. srpna 410 Vizigóti vstoupili otevřenou Salarijskou bránou do vyhladovělého „věčného města“, jež plenili po tři dny a ušetřili pouze kostely a duchovní. Třebaže město v zásadě neutrpělo výraznější škody, jeho vydrancování zanechalo v myslích soudobých Římanů hluboké trauma, neboť bylo chápáno jako předzvěst zániku impéria. Křesťané čelili obviněním pohanů, činících je odpovědnými za tuto katastrofu. V reakci na to Augustinus napsal své dílo O Boží obci, v němž mimo jiné vyvracel tezi, že odklon od starých bohů přivodil pád Říma. Alarichovi muži, obtížení ohromnou kořistí a provázení mnoha významnými zajatci, včetně císařovy sestry Gally Placidie, zamířili na jih, pravděpodobně s úmyslem vynutit si přes Sicílii přechod do Afriky. Nicméně jejich plán se nezdařil a Alarich, pokořitel Říma, zanedlouho zemřel.

### Uzurpace a barbaři
Poté, co uzurpátor Konstantin do určité míry stabilizoval Galii, vyslal v roce 408 svého syna Constanta společně s generálem Gerontiem podrobit Hispánii. Constans a Gerontius se museli vypořádat se zdejšími Honoriovými příbuznými, kteří proti vzbouřencům shromáždili soukromá vojska, ale nakonec jim podlehli a dva z nich padli do zajetí. Constans je odvedl do Arelate, kde je Konstantin nechal usmrtit. Někdy v téže době uzurpátor vypravil delegaci do Ravenny s nabídkou smíru, již Honorius, tísněný Alarichem, vyslyšel a uznal ho za spoluvládce. Vztahy mezi oběma císaři se brzy opět zhoršily, když Konstantin přivedl do Itálie vojsko k boji s Alarichem a Honorius, obávající se spiknutí, popravil jednoho ze svých generálů. V Hispánii se mezitím proti Konstantinovi vzbouřil Gerontius, jenž porazil Constanta a ustavil za císaře Maxima.

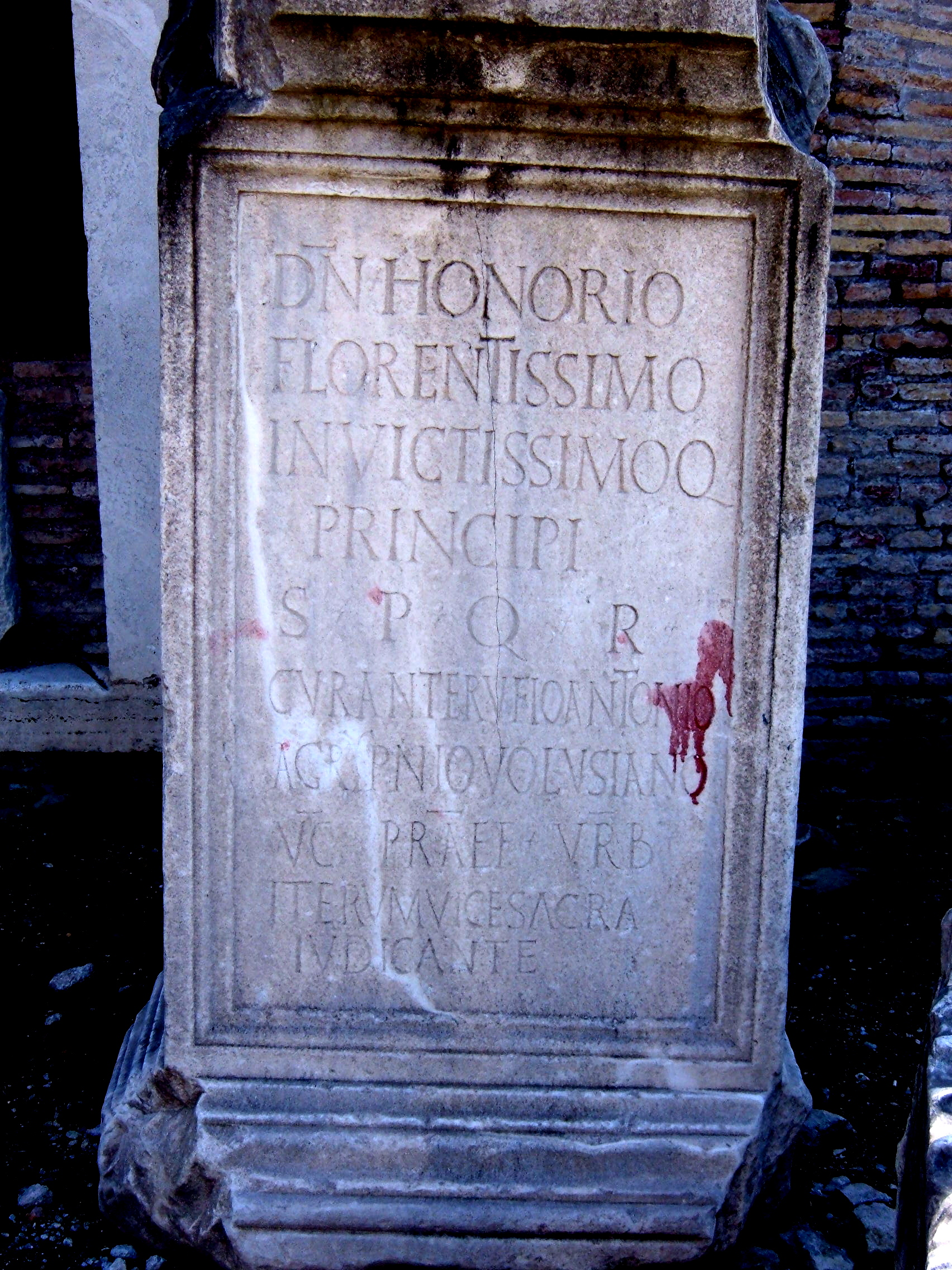
Nápis na Foru Romanu z let 417 nebo 418 oslavující Honoria jako „nejskvělejšího a nepřemožitelného“

Galii ničili svým pleněním Vandalové, Svébové a Alani. O rozsahu zkázy vypovídá výrok básníka Orientia, podle něhož „celá Galie plála jako jediná pohřební hranice.“ Na podzim 409 barbaři využili nedbalosti posádek chránících průsmyky v Pyrenejích a vtrhli do Hispánie, již značně zdevastovali. Hydatius uvádí, že v dalších dvou letech si mezi sebe rozdělili tamější provincie: Svébové a vandalští Hasdingové obdrželi Gallaecii, Alani Lusitánii a Carthaginensis a vandalští Silingové Baetiku. Orosius poznamenává, že se našli lidé dávající přednost barbarům před římskými daněmi. Někdy kolem roku 410 obyvatelé Británie odpadli od římské říše, v čemž následovaly jejich příkladu také Armorica a některé severní galské provincie, opanované bagaudy. Zosimos zmiňuje Honoriův dopis britanským městům s výzvou, aby se sama postarala o svou bezpečnost. Atrofie římské moci v severní Galii vyústila v přenesení sídla prefektury z Trever (Trevír) do Arelate, k němuž došlo někdy v tomto období.
Gerontius pronásledoval v Galii Constanta, jehož v roce 411 dostihl a zabil ve Vienně. Pak zamířil k Arelate, v němž oblehl Constantova otce Konstantina. Většina Gerontiových mužů však přešla k vojsku přivedenému z Itálie Honoriovým vojevůdcem Constantiem. Gerontius uprchl zpět do Hispánie, kde krátce nato zahynul. Constantius pokračoval v obléhání Arelate, dokud se Konstantin nevydal do jeho rukou. Uzurpátor se pod příslibem ušetření vydal do zajetí, ovšem po překročení Alp byl z Honoriova rozkazu zabit a jeho hlava dopravena do Ravenny. Constantiovo vítězství přivedlo jihovýchodní část Galie znovu pod kontrolu Honoria.
Nedlouho předtím se v Mogontiaku s podporou Burgundů a Alanů prohlásil za císaře galorománský šlechtic Jovinus. V závěru roku 411, pravděpodobněji počátkem roku 412, vtáhli do Galie Vizigóti, v jejichž čele stál Alarichův nástupce a švagr Athaulf. Ten nejprve vystupoval jako Jovinův spojenec, ale jejich vztah brzy zatížily vzájemné rozpory. Athaulf Jovina zajal a předal Honoriovým lidem, kteří ho popravili stejně jako Konstantina.
Zatímco se toto dělo v Galii, comes Africae Heraclianus se na jaře 413 vylodil s vojskem v Itálii. Jeho vpád byl rychle odražen a sám Heraclianus byl ještě v témže roce zavražděn v Kartágu. Heraclianův útok patrně nesměřoval proti samotnému císaři, nýbrž proti generálu Constantiovi, jenž vzešel vítězně z intrik odehrávajících se na Honoriově dvoře po Stilichonově smrti. Constantiovu pozici upevnily jeho vojenské úspěchy, zvláště potlačení Konstantinovy uzurpace, díky čemuž se ujal vlády v Ravenně a podobně jako Stilicho zastával hodnost velitele obojího vojska (magister utriusque militiae).

### Constantiova konsolidace a smlouva s Vizigóty
Odstranění Jovina vytvořilo prostor pro vyjednávání mezi Ravennou a Vizigóty. Podle Olympiodora žádal Constantius Athaulfa, aby propustil Gallu Placidii, za což Vizigótům sliboval poskytnutí zásob obilí. Římané však zřejmě nebyli schopni dodržet svoji část dohody z důvodu Heraclianovy vzpoury v Africe. Athaulf proto odmítl vydat Honoriovu sestru a napadl Massilii (Marseille). Třebaže comes Bonifatius odrazil jeho útok na město, Vizigóti koncem roku 413 obsadili Narbo (Narbonne), Tolosu (Toulouse) a Burdigalu (Bordeaux). Orosius naznačuje, že Athaulf choval dalekosáhlé ambice, přičemž hodlal ovlivňovat politiku říše. V souladu s těmito plány obdařil Priska Attala opět císařskou důstojností. V lednu 414 pak přikročil k nevídanému činu, když se v Narbonu slavnostně oženil s Gallou Placidií. Císařova sestra ještě v témže roce porodila Athaulfovi syna, jehož pojmenovali Theodosius. Tento vnuk stejnojmenného císaře si vzhledem k Honoriově bezdětnosti mohl činit nárok na trůn, chlapec ovšem záhy zemřel. Constantius zareagoval na gótský odpor námořní blokádou, jež způsobila v Narbonu vážný nedostatek potravin. V roce 415 se hladem frustrovaní Vizigóti vydali do Hispánie, ale ani tam Constantiův tlak neustával. Nespokojenost Gótů s Athaulfovou politikou vyústila v létě 415 v převrat, během něhož byl jejich vůdce zabit.
Nový gótský předák Wallia vrátil Placidii jejímu císařskému bratrovi, načež Constantius uvolnil blokádu a zásobil Vizigóty obilím. Priscus Attalus se pokusil utéci, nicméně Římané ho dopadli a přivedli v triumfu do Ravenny, kde byl potrestán zmrzačením a vypovězením do vyhnanství. Jakmile Římané a Vizigóti sjednali mír, Constantius přiměl Walliu, aby se svými muži vytáhl proti Vandalům, Alanům a Svébům, okupujícím většinu Hispánie. Tažení Vizigótů v letech 416 až 418 znamenalo pro tyto barbary pohromu, již výstižně líčí Hydatius. V průběhu tří let Wallia zcela zničil vandalské Silingy, usazené v Baetice, a Alani, dosud nejmocnější z těchto barbarů, utrpěli takové ztráty, že přeživší z nich se uchýlili na sever do Gallaecie pod ochranu vandalských Hasdingů. Když Constantius s pomocí Vizigótů zatlačil barbary do severozápadního kouta Hispánie, stáhl v roce 418 nebo 419 své spojence do jihozápadní Galie a vymezil jim k obývání provincii Aquitania Secunda a sousední města v údolí řeky Garonny. Podmínky usazení Vizigótů nejsou příliš známy, patrně však obdrželi půdu k obdělávání a nikoli podíl na daňových příjmech.
Zatímco Gótové válčili v Hispánii, Římané podnikli roku 417 úspěšné tažení proti bagaudům v Armorice, jíž kromě vnitřního neklidu zmítaly rovněž vlny uprchlíků z Británie. O rok později císař opět svolal sněm galských provincií, jehož se ale účastnili pouze zástupci jižní Galie. Území severně od řeky Loiry bylo podobně jako Británie přinejmenším dočasně ponecháno svému osudu.

### Vnitřní politika
Stilicho a stejně tak Constantius fakticky určovali politiku státu a v jejich rukou spočívalo kvůli Honoriově slabosti i jmenování velitelů a civilních představitelů. Honorius realizoval vlastní vůli pouze v náboženských a církevních otázkách. Jako zbožný křesťan navázal na náboženskou politiku svého otce a pokračoval v potírání pohanských kultů, roku 404 zakázal gladiátorské hry jakozto surovost pohanů a kacířů, jimž od roku 408 nebylo dovoleno působit na císařském dvoře. Již v roce 399 byli do Afriky vysláni císařští zmocněnci s úkolem ničit chrámy a zpodobnění starých bohů. Císař vydal dále edikt, jímž vojsku přenechal příjmy pohanských chrámů. Augustinus získal Honoriovu podporu v boji proti donatistům a přiměl císaře, aby mezi hereze zahrnul pelagianismus. V souvislosti se sesazením konstantinopolského patriarchy Jana Zlatoústého se Honorius ztotožnil s postojem římského biskupa a postavil se proti Arcadiovi.

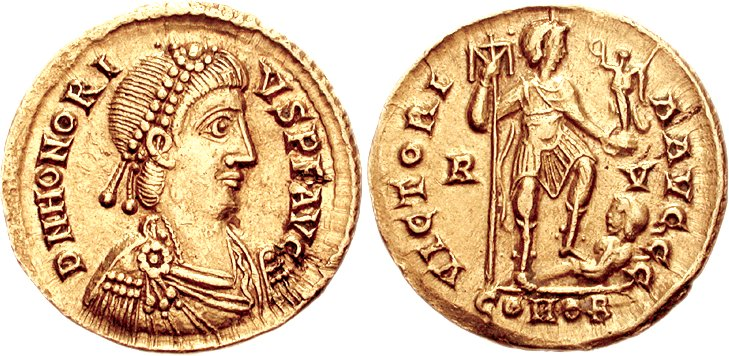
Honoriův solidus

Vpády barbarů, následné zábory území a četné uzurpace podstatně ovlivnily hospodářský vývoj Západu a v období mezi léty 405 a 418 vedly k výraznému snížení státních příjmů. S příchodem barbarů na římské teritorium souvisel znepokojující jev, neboť někteří pozemkoví magnáti projevovali překvapivě vysokou ochotu podrobit se útočníkům, s nimiž spolupracovali v zájmu zachování vlastního majetku. Jejich počínání mohlo být motivováno také snahou vyhnout se tíživému břemenu daňové povinnosti, jejíž plnění nebyla vláda z důvodu přítomnosti nepřátelských elementů a zhroucení správních struktur schopna prosazovat. Tím pozbývala klíčové zdroje pro udržování státního aparátu a zvláště vojska. Výši státních příjmů vedle územních ztrát a usazování barbarů na půdě impéria negativně poznamenala i dlouhodobá devastace rozlehlých oblastí, nad nimiž si západořímská vláda dosud uchovala kontrolu. V roce 412 Honorius nařídil, aby daňová zátěž provincií ve střední a jižní Itálii byla redukována na pětinu. Navzdory tomu se říše mohla nadále opírat o svoji hlavní hospodářskou základnu v severní Africe, zůstávající dosud nedotčenou.
Porážky Římanů, série uzurpací a úbytek finančních zdrojů měly zásadní dopad na armádu. Ze soupisu všech civilních a vojenských hodností v říši, známém jako Notitia Dignitatum, vyplývá, že polní vojsko (comitatenses), tvořící jádro římské válečné moci, pozbylo na počátku 5. století na Západě bezmála polovinu svých jednotek. Největší škody postihlo vojsko na Rýně, které bylo zničeno takřka ze dvou třetin. Utrpěné ztráty byly vyrovnány, a to z velké části povýšením druhořadých pohraničních oddílů (limitanei) na comitatenses. Tyto pseudocomitatenses nedosahovaly patřičné kvality a pravděpodobně nebyly nahrazovány žádnými novými útvary určenými k ochraně hranic. Celková síla a efektivita západořímského vojska tedy mezi léty 395 a 420 znatelně poklesla.

### Poslední léta a smrt
Honorius stvrdil Constantiův vzestup v roce 417, když za něho provdal svoji sestru Gallu Placidii. Po dvou letech manželství Placidia přivedla na svět syna pojmenovaného Valentinianus. Constantius pokračoval v roce 420 v kampani proti barbarům v Hispánii a jednoho ze svých podřízených vyslal proti Frankům do severovýchodní Galie. V témže roce ho císař vyznamenal mimořádnou poctou, jelikož ho potřetí obdařil konzulátem. Konečně v únoru 421 Honorius nepříliš ochotně souhlasil s ustavením Constantia za augusta, ačkoli dvůr v Konstantinopoli ho odmítl uznat. Honoriův spolucísař se nicméně netěšil dlouhé vládě a po sotva sedmi měsících na trůně zemřel.
Constantiovou smrtí začala nová fáze mocenských bojů mezi frakcemi na císařském dvoře a v armádě. V roce 422 podnikli Constantiův velitel Castinus a chráněnec Placidie Bonifatius výpravu proti spojeným Vandalům a Alanům. Mezi oběma muži propukla vzájemná řevnivost, načež se Bonifatius stáhl do Afriky. Castinus dotlačil Vandaly na pokraj úplné porážky, ovšem vinou údajné zrady vizigótských foederati svým nepřátelům nakonec podlehl. Vandalové se poté znovu přesunuli do Baetiky.
Placidia usilovala o zajištění nástupnictví pro Valentiniana, kvůli čemuž se sblížila se svým císařským bratrem. Olympiodoros dokonce naznačuje, že jejich náklonnost přesáhla mez přijatelnou mezi sourozenci. Vztah Honoria a Placidie se vlivem dvorských intrik brzy změnil ve vzájemnou nedůvěru. V ulicích Ravenny vypukly boje mezi císařovými vojáky a gótskými stoupenci jeho sestry, a Placidia se proto odebrala i se svým synem do exilu v Konstantinopoli. Nedlouho nato Honorius 27. srpna 423 zemřel na vodnatelnost, aniž by zanechal vlastního dědice. Nastalého politického vakua využil civilní hodnostář Joannes, jenž byl o několik měsíců později prohlášen s podporou Castina za císaře.

## Hodnocení
Slabiny Honoriova charakteru a osobní bezbarvost nezůstávaly utajeny jeho současníkům. Většina z nich ho považovala za katastrofálního císaře, o čemž svědčí i Filostorgiova poznámka, že stát utržil za jeho vlády mnoho bolestných ran. Řím dobyli a vyplenili cizí útočníci, Galii a Hispánii zaplavily a zle poničily nespoutané hordy barbarů, Británie byla téměř ztracena. Honorius nevykonal nic významného, čím by odvrátil nepřátelský příval, snad s výjimkou tvrdošíjnosti, s níž odmítal vyjednávat s Alarichem. Někteří novodobí historikové v něm spatřují obskurní postavu, jejíž dlouhé období lhostejné netečnosti přivodilo říši méně škod, než krátké návaly relativní aktivity bezprostředně před pádem Stilichona a po něm. Jako nejpozoruhodnější se tak na jeho panování jeví skutečnost, že navzdory invazím barbarů a nesčetným uzurpacím zemřel přirozenou smrtí.
O pozdějším vnímání Honoria vypovídá slavná anekdota pojící se k pádu Říma, dochovaná v díle Prokopia z Kaisareie. Císař prý při zprávě o zničení města projevil lítost nad svým kohoutem, jehož pojmenoval Řím. Moderní badatelé vyjadřují ovšem pochybnosti o hodnověrnosti tohoto příběhu.

### Prameny
- JORDANES. Gótské dějiny; Římské dějiny. Praha: Argo, 2012. ISBN 978-80-257-0744-9
- PROKOPIOS Z KAISAREIE. Válka s Peršany a Vandaly. Praha: Odeon, 1985
- SOCRATES SCHOLASTICUS. Církevní dějiny, díl 2. Praha: Ústřední církevní nakladatelství, 1990
- ZOSIMOS. Stesky posledního Římana. Praha: Odeon, 1983

- Olympiodoros. Dějiny. fragmenty ve Fotiově díle Myriobiblon (anglicky)
- Orosius. Historie proti pohanům. Kniha VII (anglicky)
- Sozomenos. Církevní dějiny. Knihy VIII a IX (anglicky)